# Poieni (okręg Jassy)
Poieni – wieś w Rumunii, w okręgu Jassy, w gminie Schitu Duca. W 2011 roku liczyła 859 mieszkańców.